# Antiplanes obesus
Antiplanes obesus é uma espécie de gastrópode do gênero Antiplanes, pertencente a família Pseudomelatomidae.